# عثمان بن عبد الرحمن الحسون
اللواء عثمان بن عبد الرحمن بن عبد الله بن عثمان الحسون (1949 -)، مؤسس قوات أمن المنشآت وقائدها في المملكة العربية السعودية سابقاً. من مواليد مدينة البكيرية في القصيم سنة 1369 هجري.
عاش في مدينة البكيرية حتى سن 14، وانتقل إلى مدينة الرياض بعد وفاة والده، وقد عمل في السنترال حينما كان يدرس بالمعهد العلمي إلى أن تخرج والتحق بكليه الشرطة آن ذاك، تخرج من الكلية وتم تعيينه بمدينة الخفجي بالمنطقة الشرقية، وبعدها انتقل إلى رأس تنوره ومن ثم قائداً لقوات أمن المنشآت بالمنطقة الشرقية عام 1407 هجري وهو برتبة رائد، وفي عام 1415 هجري تم تعيينه قائداً لقوات أمن المنشآت في المملكة وهو برتبة عميد.
بعد التقاعد اتجه إلى حياة المال والأعمال والشركات، وهو يملك ويترأس مجموعة شركات داخل وخارج المملكة العربية السعودية في مجال الصناعة، والتجارة، والمقاولات، والنقل، والخدمات العامة، والسفر، والسياحة، والطاقة، والأغذية.